# فرانكلينفيل (نيويورك)
فرانكلينفيل (بالإنجليزية: Franklinville (town), New York)‏ هي بلدة أمريكية تقع في الولايات المتحدة في مقاطعة كاتاروغوس، نيويورك. يقدر عدد سكانها بـ 2,990 نسمة وترتفع عن سطح البحر 607 متر.

## أعلام
- وليام ميسون